# Diskografie Ne-Ya
Toto je seznam vydané diskografie amerického zpěváka Ne-Ya.

## Alba

### Studiová alba
| Název                                                                                   | Detaily o albu                                                       | Umístění v hitparádách | Umístění v hitparádách | Umístění v hitparádách | Umístění v hitparádách | Umístění v hitparádách | Umístění v hitparádách | Umístění v hitparádách | Umístění v hitparádách | Umístění v hitparádách | Umístění v hitparádách | Prodeje         | Certifikace                                                 |
| Název                                                                                   | Detaily o albu                                                       | US                     | US R&B/HH              | AUS                    | CAN                    | GER                    | IRL                    | NLD                    | NZ                     | SWI                    | UK                     | Prodeje         | Certifikace                                                 |
| --------------------------------------------------------------------------------------- | -------------------------------------------------------------------- | ---------------------- | ---------------------- | ---------------------- | ---------------------- | ---------------------- | ---------------------- | ---------------------- | ---------------------- | ---------------------- | ---------------------- | --------------- | ----------------------------------------------------------- |
| In My Own Words                                                                         | - Vydáno: 28. února 2006 (US) - Vydavatelství: Compound, Def Jam     | 1                      | 1                      | 41                     | 9                      | 27                     | 81                     | 50                     | 35                     | 11                     | 14                     | - US: 1,400,000 | - RIAA: 2× Platinum - BPI: Platinum                         |
| Because of You                                                                          | - Vydáno: 1. května 2007 (US) - Vydavatelství: Compound, Def Jam     | 1                      | 1                      | 39                     | 8                      | 54                     | 34                     | 30                     | 34                     | 49                     | 6                      |                 | - RIAA: Platinum - BPI: Gold                                |
| Year of the Gentleman                                                                   | - Vydáno: 24. června 2008 (US) - Vydavatelství: Compound, Def Jam    | 2                      | 1                      | 7                      | 4                      | 22                     | 13                     | 26                     | 6                      | 9                      | 2                      |                 | - RIAA: Platinum - BPI: 2× Platinum - MC: Gold - RMNZ: Gold |
| Libra Scale                                                                             | - Vydáno: 22. listopadu 2010 (US) - Vydavatelství: Compound, Def Jam | 9                      | 4                      | 36                     | —                      | 53                     | 24                     | 48                     | —                      | 15                     | 11                     | - US: 345,000   | - BPI: Silver                                               |
| R.E.D.                                                                                  | - Vydáno: 6. listopadu 2012 (US) - Vydavatelství: Compound, Motown   | 4                      | 1                      | 37                     | 24                     | 83                     | 26                     | 34                     | —                      | 40                     | 17                     | - US: 264,000   | - BPI: Silver                                               |
| Non-Fiction                                                                             | - Vydáno: 27. ledna 2015 (US) - Vydavatelství: Compound, Motown      | 5                      | 1                      | 25                     | —                      | 75                     | 78                     | 44                     | 29                     | 59                     | 16                     | - US: 108,601   |                                                             |
| Good Man                                                                                | - Vydáno: 8. června 2018 (US) - Vydavatelství: Compound, Motown      | 33                     | 17                     | —                      | —                      | —                      | —                      | —                      | —                      | —                      | —                      |                 |                                                             |
| Another Kind of Christmas                                                               | - Vydáno: 11. října 2019 - Vydavatelství: Compound, Motown           | —                      | —                      | —                      | —                      | —                      | —                      | —                      | —                      | —                      | —                      |                 |                                                             |
| Self-Explanatory                                                                        | - Vydáno: 15. července 2022 - Vydavatelství: Compound, Motown        | 184                    | —                      | —                      | —                      | —                      | —                      | —                      | —                      | —                      | —                      |                 |                                                             |
| "—" značí, že se nahrávka neumístila v hitparádách nebo v tomto území ani nebyla vydána |                                                                      |                        |                        |                        |                        |                        |                        |                        |                        |                        |                        |                 |                                                             |

### Kompilační alba
| Název                                                                         | Detaily o albu                                        | Umístění v hitparádě | Certifikace  |
| Název                                                                         | Detaily o albu                                        | JPN                  | Certifikace  |
| ----------------------------------------------------------------------------- | ----------------------------------------------------- | -------------------- | ------------ |
| Ne-Yo: The Collection                                                         | - Vydáno: 2. září 2009 (JPN) - Vydavatelství: Def Jam | 4                    | - RIAJ: Gold |
| Ne-Yo – Triple Pack: In My Own Words / Because of You / Year of the Gentleman | - Vydáno: 22. června 2011 - Vydavatelství: Def Jam    | —                    |              |

## Singly

### Jako hlavní umělec
| Název | Rok  | Umístění v hitparádách | Umístění v hitparádách | Umístění v hitparádách | Umístění v hitparádách | Umístění v hitparádách | Umístění v hitparádách | Umístění v hitparádách | Umístění v hitparádách | Umístění v hitparádách | Umístění v hitparádách | Certifikace | Album                 |
| Název | Rok  | US                     | US R&B/HH              | AUS                    | CAN                    | GER                    | IRL                    | NLD                    | NZ                     | SWI                    | UK                     | Certifikace | Album                 |
| --- | ---- | ---------------------- | ---------------------- | ---------------------- | ---------------------- | ---------------------- | ---------------------- | ---------------------- | ---------------------- | ---------------------- | ---------------------- | --- | --------------------- |
| "Stay" (feat. Peedi Peedi) | 2005 | —                      | 36                     | —                      | —                      | —                      | —                      | —                      | —                      | —                      | —                      | | In My Own Words       |
| "So Sick" | 2006 | 1                      | 3                      | 4                      | 4                      | 11                     | 2                      | 11                     | 2                      | 5                      | 1                      | - RIAA: Gold - RIAA: Platinum (Mastertone) - ARIA: Gold - BPI: 2× Platinum - BVMI: Gold - RIAJ: 2× Platinum - RMNZ: 3× Platinum | In My Own Words       |
| "When You're Mad" | 2006 | 15                     | 4                      | 81                     | —                      | —                      | —                      | —                      | —                      | —                      | —                      | - RMNZ: Gold | In My Own Words       |
| "Sexy Love" | 2006 | 7                      | 2                      | 14                     | —                      | 28                     | 7                      | 42                     | 8                      | 29                     | 5                      | - RIAA: Gold - RIAA: Platinum (Mastertone) - BPI: Gold - RMNZ: Platinum                                                         | In My Own Words       |
| "Because of You" | 2007 | 2                      | 7                      | 23                     | 19                     | 30                     | 9                      | 12                     | 1                      | 51                     | 4                      | - RIAA: 2× Platinum - BPI: Platinum - RMNZ: 3× Platinum - ARIA: Gold                                                            | Because of You        |
| "Do You" | 2007 | 26                     | 3                      | —                      | —                      | —                      | —                      | —                      | —                      | —                      | 100                    | | Because of You        |
| "Can We Chill" | 2007 | —                      | 52                     | —                      | —                      | —                      | —                      | —                      | —                      | —                      | 62                     | | Because of You        |
| "Go on Girl" | 2007 | 96                     | 27                     | —                      | —                      | —                      | —                      | —                      | —                      | —                      | 27                     | | Because of You        |
| "Closer" | 2008 | 7                      | 21                     | 8                      | 19                     | 4                      | 3                      | 10                     | 3                      | 17                     | 1                      | - RIAA: Platinum - ARIA: Platinum - BPI: Platinum - BVMI: Gold - MC: Platinum - RMNZ: 2× Platinum                               | Year of the Gentleman |
| "Miss Independent" | 2008 | 7                      | 1                      | 40                     | 21                     | 30                     | 9                      | 6                      | 4                      | 67                     | 6                      | - RIAA: Platinum - BPI: 2× Platinum - RMNZ: Gold                                                                                | Year of the Gentleman |
| "Single" (s New Kids on the Block)                                                                                                   | 2008 | —                      | —                      | 116                    | 42                     | —                      | —                      | —                      | —                      | —                      | 81                     | | The Block             |
| "She Got Her Own" (feat. Jamie Foxx a Fabolous)                                                                                      | 2008 | 54                     | 2                      | —                      | —                      | —                      | —                      | —                      | —                      | —                      | —                      | | Year of the Gentleman |
| "Mad" | 2008 | 11                     | 5                      | 82                     | 23                     | —                      | 30                     | 30                     | 5                      | —                      | 19                     | - RIAA: Platinum - BPI: Gold - RMNZ: Platinum                                                                                   | Year of the Gentleman |
| "Part of the List" | 2009 | —                      | 70                     | —                      | —                      | —                      | —                      | —                      | —                      | —                      | —                      | | Year of the Gentleman |
| "Never Knew I Needed" (s Cassandra Steen)                                                                                            | 2009 | —                      | 56                     | —                      | —                      | 64                     | —                      | —                      | —                      | —                      | 99                     | - RIAA: Gold | Princezna a žabák     |
| "Beautiful Monster" | 2010 | 53                     | 61                     | 53                     | 40                     | 13                     | 9                      | 28                     | 20                     | 15                     | 1                      | - BPI: Gold | Libra Scale           |
| "Champagne Life" | 2010 | 75                     | 11                     | —                      | —                      | —                      | —                      | —                      | —                      | —                      | —                      | | Libra Scale           |
| "One in a Million" | 2010 | 87                     | 17                     | 78                     | —                      | —                      | —                      | —                      | —                      | 52                     | 20                     | - RIAA: Gold - BPI: Silver | Libra Scale           |
| "Think Like a Man" (s Jennifer Hudson feat. Rick Ross)                                                                               | 2012 | 90                     | 33                     | —                      | —                      | —                      | —                      | —                      | —                      | —                      | —                      | | Think like a Man      |
| "Lazy Love" | 2012 | —                      | 25                     | —                      | —                      | —                      | —                      | —                      | —                      | —                      | —                      | | R.E.D.                |
| "Let Me Love You (Until You Learn to Love Yourself)"                                                                                 | 2012 | 6                      | —                      | 8                      | 11                     | 61                     | 5                      | 20                     | 20                     | 55                     | 1                      | - RIAA: Platinum - ARIA: 2× Platinum - BPI: Platinum - RMNZ: Gold                                                               | R.E.D.                |
| "Don't Make Em Like You" (feat. Wiz Khalifa)                                                                                         | 2012 | —                      | 47                     | —                      | —                      | —                      | —                      | —                      | —                      | —                      | —                      | | R.E.D.                |
| "Forever Now" | 2012 | —                      | —                      | 51                     | —                      | 64                     | —                      | —                      | —                      | —                      | 31                     | | R.E.D.                |
| "Should Be You" | 2013 | —                      | 241                    | —                      | —                      | —                      | —                      | —                      | —                      | —                      | —                      | | R.E.D.                |
| "Incredible" (se Celine Dion) | 2013 | —                      | —                      | —                      | 44                     | —                      | —                      | —                      | —                      | —                      | —                      | | Loved Me Back to Life |
| "Money Can't Buy" (feat. Jeezy) | 2014 | —                      | 41                     | —                      | —                      | —                      | —                      | —                      | —                      | —                      | —                      | | Non-Fiction           |
| "She Knows" (feat. Juicy J) | 2014 | 19                     | 6                      | —                      | 85                     | —                      | —                      | —                      | —                      | —                      | 28                     | - RIAA: Platinum - BPI: Silver                                                                                                  | Non-Fiction           |
| "Time of Our Lives" (s Pitbull) | 2014 | 9                      | —                      | 12                     | 10                     | 22                     | 36                     | 15                     | 12                     | 35                     | 27                     | - RIAA: 5× Platinum - ARIA: Platinum - BPI: 2× Platinum - BVMI: Gold - RMNZ: 5× Platinum                                        | Non-Fiction           |
| "Coming with You" | 2015 | —                      | 211                    | —                      | —                      | —                      | —                      | —                      | —                      | —                      | 14                     | | Non-Fiction           |
| "Another Love Song" | 2017 | —                      | 231                    | —                      | —                      | —                      | —                      | —                      | —                      | —                      | —                      | | Singl bez alb         |
| "Good Man" | 2018 | —                      | 151                    | —                      | —                      | —                      | —                      | —                      | —                      | —                      | —                      | | Good Man              |
| "Push Back" (s Bebe Rexha a Stefflon Don)                                                                                            | 2018 | —                      | —                      | —                      | —                      | —                      | —                      | —                      | —                      | —                      | —                      | | Good Man              |
| "Pinky Ring" (feat. O.T. Genasis) | 2020 | —                      | —                      | —                      | —                      | —                      | —                      | —                      | —                      | —                      | —                      | | Singl bez alb         |
| "U 2 Luv" (feat. Jeremih) | 2020 | 66                     | 20                     | —                      | —                      | —                      | —                      | —                      | —                      | —                      | —                      | - RMNZ: Gold | Self Explanatory      |
| "Raider Colors" (s Ice Cube a Too $hort feat. DJ Nina 9 a Rayven Justice)                                                            | 2021 | —                      | —                      | —                      | —                      | —                      | —                      | —                      | —                      | —                      | —                      | | Singl bez alb         |
| "What If" | 2021 | —                      | —                      | —                      | —                      | —                      | —                      | —                      | —                      | —                      | —                      | | Self Explanatory      |
| "Stay Down" (feat. Yung Bleu) | 2021 | —                      | —                      | —                      | —                      | —                      | —                      | —                      | —                      | —                      | —                      | | Self Explanatory      |
| "Don't Love Me" | 2022 | —                      | —                      | —                      | —                      | —                      | —                      | —                      | —                      | —                      | —                      | | Self Explanatory      |
| "You Got the Body" | 2022 | —                      | —                      | —                      | —                      | —                      | —                      | —                      | —                      | —                      | —                      | | Self Explanatory      |
| "Handle Me Gently" | 2022 | —                      | —                      | —                      | —                      | —                      | —                      | —                      | —                      | —                      | —                      | | Self Explanatory      |
| "Link Up" (sólo nebo remix feat. Fabolous)                                                                                           | 2023 | —                      | —                      | —                      | —                      | —                      | —                      | —                      | —                      | —                      | —                      | | bude oznámeno         |
| "2 Million Secrets" | 2024 | —                      | —                      | —                      | —                      | —                      | —                      | —                      | —                      | —                      | —                      | | bude oznámeno         |
| "Show Me" | 2024 | —                      | —                      | —                      | —                      | —                      | —                      | —                      | —                      | —                      | —                      | | bude oznámeno         |
| "—" značí, že se nahrávka neumístila v hitparádách nebo v tomto území ani nebyla vydána 1 značí, že se umístíl v Hot R&B Songs chart |      |                        |                        |                        |                        |                        |                        |                        |                        |                        |                        | |                       |

### Jako vedlejší umělec
| Název                                                                                   | Rok  | Umístění v hitparádách | Umístění v hitparádách | Umístění v hitparádách | Umístění v hitparádách | Umístění v hitparádách | Umístění v hitparádách | Umístění v hitparádách | Umístění v hitparádách | Umístění v hitparádách | Umístění v hitparádách | Certifikace | Album                                               |
| Název                                                                                   | Rok  | US                     | US R&B/HH              | AUS                    | CAN                    | GER                    | IRL                    | NLD                    | NZ                     | SWI                    | UK                     | Certifikace | Album                                               |
| --------------------------------------------------------------------------------------- | ---- | ---------------------- | ---------------------- | ---------------------- | ---------------------- | ---------------------- | ---------------------- | ---------------------- | ---------------------- | ---------------------- | ---------------------- | --- | --------------------------------------------------- |
| "Feels So Good" (Remy Ma feat. Ne-Yo)                                                   | 2006 | —                      | 120                    | —                      | —                      | —                      | —                      | —                      | —                      | —                      | —                      | | There's Something About Remy: Based on a True Story |
| "Back Like That" (Ghostface Killah feat. Ne-Yo)                                         | 2006 | 61                     | 14                     | —                      | —                      | —                      | 48                     | —                      | —                      | —                      | 46                     | | Fishscale                                           |
| "Put It in a Letter" (Mic Little feat. Ne-Yo)                                           | 2006 | —                      | 91                     | —                      | —                      | —                      | —                      | —                      | —                      | —                      | —                      | | Put It in a Letter                                  |
| "Make Me Better" (Fabolous feat. Ne-Yo)                                                 | 2007 | 8                      | 2                      | —                      | 79                     | —                      | —                      | —                      | —                      | —                      | —                      | - RIAA: Platinum | From Nothin' to Somethin'                           |
| "Sexual Healing" (Sarah Connor feat. Ne-Yo)                                             | 2007 | —                      | —                      | —                      | —                      | 11                     | —                      | —                      | —                      | 41                     | —                      | | Soulicious                                          |
| "Hate That I Love You" (Rihanna feat. Ne-Yo)                                            | 2007 | 7                      | 20                     | 14                     | 17                     | 11                     | 13                     | 22                     | 6                      | 13                     | 15                     | - RIAA: 2× Platinum - ARIA: Gold - BPI: Platinum - BVMI: Gold - RMNZ: Gold                                                               | Good Girl Gone Bad                                  |
| "Bust It Baby (Part 2)" (Plies feat. Ne-Yo)                                             | 2008 | 7                      | 2                      | —                      | —                      | —                      | —                      | —                      | 9                      | —                      | 81                     | - RIAA: Platinum | Definition of Real                                  |
| "Finer Things" (DJ Felli Fel feat. Kanye West, Jermaine Dupri, Fabolous a Ne-Yo)        | 2008 | —                      | 80                     | —                      | —                      | —                      | —                      | —                      | —                      | —                      | —                      | | Singl bez alb                                       |
| "By My Side" (Jadakiss feat. Ne-Yo)                                                     | 2008 | —                      | 53                     | —                      | —                      | —                      | —                      | —                      | —                      | —                      | —                      | | The Last Kiss                                       |
| "Camera Phone" (The Game feat. Ne-Yo)                                                   | 2008 | —                      | —                      | —                      | —                      | —                      | —                      | —                      | —                      | —                      | 48                     | | LAX                                                 |
| "Knock You Down" (Keri Hilson feat. Kanye West a Ne-Yo)                                 | 2009 | 3                      | 1                      | 24                     | 9                      | 30                     | 2                      | 24                     | 1                      | —                      | 5                      | - RIAA: 2× Platinum - ARIA: Gold - BPI: Platinum - RMNZ: Platinum                                                                        | In a Perfect World...                               |
| "Be on You" (Flo Rida feat. Ne-Yo)                                                      | 2009 | 19                     | —                      | —                      | 61                     | —                      | —                      | —                      | —                      | —                      | 51                     | | R.O.O.T.S.                                          |
| "Sunshine" (Phyllisia feat. Ne-Yo a Flo Rida)                                           | 2009 | —                      | 62                     | —                      | —                      | —                      | —                      | —                      | —                      | —                      | —                      | | Singl bez alb                                       |
| "What You Do" (Chrisette Michele feat. Ne-Yo)                                           | 2009 | —                      | 57                     | —                      | —                      | —                      | —                      | —                      | —                      | —                      | —                      | | Epiphany                                            |
| "Baby by Me" (50 Cent feat. Ne-Yo)                                                      | 2009 | 28                     | 7                      | 24                     | 53                     | 26                     | 27                     | —                      | —                      | 43                     | 17                     | - BPI: Gold | Before I Self Destruct                              |
| "Angels Cry" (Mariah Carey feat. Ne-Yo)                                                 | 2010 | —                      | 90                     | —                      | —                      | —                      | —                      | —                      | —                      | —                      | 81                     | | Memoirs of an Imperfect Angel                       |
| "Super High" (Rick Ross feat. Ne-Yo)                                                    | 2010 | 100                    | 19                     | —                      | —                      | —                      | —                      | —                      | —                      | —                      | —                      | | Teflon Don                                          |
| "Give Me Everything" (Pitbull feat. Ne-Yo, Afrojack a Nayer)                            | 2011 | 1                      | 79                     | 2                      | 1                      | 2                      | 1                      | 1                      | 2                      | 2                      | 1                      | - RIAA: 6× Platinum - ARIA: 6× Platinum - BPI: 3× Platinum - BVMI: 3× Gold - IFPI SWI: 2× Platinum - MC: 4× Platinum - RMNZ: 2× Platinum | Planet Pit                                          |
| "Legendary" (DJ Khaled feat. Chris Brown, Keyshia Cole a Ne-Yo)                         | 2011 | —                      | 100                    | —                      | —                      | —                      | —                      | —                      | —                      | —                      | —                      | | We the Best Forever                                 |
| "No More" (LL Cool J feat. Ne-Yo)                                                       | 2011 | —                      | 87                     | —                      | —                      | —                      | —                      | —                      | —                      | —                      | —                      | | Singl bez alb                                       |
| "Turn All the Lights On" (T-Pain feat. Ne-Yo)                                           | 2012 | —                      | —                      | 14                     | 45                     | 44                     | —                      | —                      | 7                      | —                      | —                      | - ARIA: 2× Platinum - BVMI: Platinum - RMNZ: Platinum                                                                                    | Revolver                                            |
| "Leave You Alone" (Young Jeezy feat. Ne-Yo)                                             | 2012 | 51                     | 3                      | —                      | —                      | —                      | —                      | —                      | —                      | —                      | —                      | - RIAA: Gold | Thug Motivation 103: Hustlerz Ambition              |
| "Let's Go" (Calvin Harris feat. Ne-Yo)                                                  | 2012 | 17                     | —                      | 17                     | 19                     | 59                     | 6                      | 44                     | 14                     | 40                     | 2                      | - RIAA: Gold - ARIA: 2× Platinum - BPI: Platinum - MC: Platinum                                                                          | 18 Months                                           |
| "Hands in the Air" (Timbaland feat. Ne-Yo)                                              | 2012 | —                      | —                      | 56                     | 88                     | 37                     | —                      | —                      | —                      | 26                     | —                      | | Let's Dance: Revolution                             |
| "Turn Around" (Conor Maynard feat. Ne-Yo)                                               | 2012 | —                      | —                      | 43                     | —                      | 76                     | 14                     | 20                     | 28                     | —                      | 8                      | - ARIA: Gold - BPI: Silver | Contrast                                            |
| "Play Hard" (David Guetta feat. Ne-Yo a Akon)                                           | 2013 | 64                     | —                      | 16                     | 34                     | 8                      | 8                      | 37                     | 11                     | 3                      | 6                      | - ARIA: Platinum - BPI: Platinum - RMNZ: Gold                                                                                            | Nothing but the Beat 2.0                            |
| "Tonight" (Jessica Sanchez feat. Ne-Yo)                                                 | 2013 | —                      | —                      | 42                     | —                      | —                      | —                      | —                      | —                      | —                      | —                      | | Me, You and the Music                               |
| "Higher Place" (Dimitri Vegas & Like Mike feat. Ne-Yo)                                  | 2015 | —                      | —                      | —                      | —                      | —                      | —                      | —                      | —                      | —                      | —                      | | Singl bez alb                                       |
| "Marry You" (Diamond Platnumz featuring Ne-Yo)                                          | 2017 | —                      | —                      | —                      | —                      | —                      | —                      | —                      | —                      | —                      | —                      | | A Boy from Tandale                                  |
| "Unlove You" (Armin van Buuren feat. Ne-Yo)                                             | 2019 | —                      | —                      | —                      | —                      | —                      | —                      | —                      | —                      | —                      | —                      | | Balance                                             |
| "Me Quedaré Contigo" (s Pitbull feat. Lenier a El Micha)                                | 2019 | —                      | —                      | —                      | —                      | —                      | —                      | —                      | —                      | —                      | 74                     | - RIAA: 2× Platinum (Latin) | Libertad 548                                        |
| "Over Again" (Charly Black feat. Ne-Yo)                                                 | 2020 | —                      | —                      | —                      | —                      | —                      | —                      | —                      | —                      | —                      | —                      | | Singl bez alb                                       |
| "Shake" (s L.L.A.M.A. a Carmen DeLeon)                                                  | 2021 | —                      | —                      | —                      | —                      | —                      | —                      | —                      | —                      | —                      | —                      | | Singl bez alb                                       |
| "No Plans For Love" (D-Nice feat. Ne-Yo a Kent Jones)                                   | 2021 | —                      | 41                     | —                      | —                      | —                      | —                      | —                      | —                      | —                      | —                      | | Singl bez alb                                       |
| "Let Me Go" (Benny Benassi feat. Ne-Yo)                                                 | 2021 | —                      | —                      | —                      | —                      | —                      | —                      | —                      | —                      | —                      | —                      | | Singl bez alb                                       |
| "Kiss Me It's Christmas" (s Leona Lewis)                                                | 2021 | —                      | —                      | —                      | —                      | —                      | —                      | —                      | —                      | —                      | 87                     | | Christmas, With Love Always                         |
| "Through The Fire" (Yung Bleu feat. Ne-Yo)                                              | 2022 | —                      | —                      | —                      | —                      | —                      | —                      | —                      | —                      | —                      | —                      | | Tantra                                              |
| "Real Man" (Behani feat. Ne-Yo)                                                         | 2022 | —                      | —                      | —                      | 44                     | —                      | —                      | —                      | —                      | —                      | —                      | | Singl bez alb                                       |
| "Mexico" (Dimitri Vegas & Like Mike feat. Ne-Yo a Danna Paola)                          | 2022 | —                      | —                      | —                      | —                      | —                      | —                      | —                      | —                      | —                      | —                      | | bude oznámeno                                       |
| "2 the Moon" (Pitbull feat. Ne-Yo a Afrojack)                                           | 2024 | —                      | —                      | —                      | —                      | —                      | —                      | —                      | —                      | —                      | —                      | | bude oznámeno                                       |
| "—" značí, že se nahrávka neumístila v hitparádách nebo v tomto území ani nebyla vydána |      |                        |                        |                        |                        |                        |                        |                        |                        |                        |                        | |                                                     |

### Promo singly
| Název                                                                                   | Rok  | Umístění v hitparádách | Umístění v hitparádách | Album         |
| Název                                                                                   | Rok  | US                     | UK                     | Album         |
| --------------------------------------------------------------------------------------- | ---- | ---------------------- | ---------------------- | ------------- |
| "The Way You Move" (feat. Trey Songz a T-Pain)                                          | 2011 | —                      | —                      | Singl bez alb |
| "Who's Taking You Home"                                                                 | 2014 | —                      | —                      | Non-Fiction   |
| "Religious"                                                                             | 2014 | —                      | —                      | Non-Fiction   |
| "One More" (feat. T.I.)                                                                 | 2015 | —                      | 195                    | Non-Fiction   |
| "Apology"                                                                               | 2018 | —                      | —                      | Good Man      |
| "—" značí, že se nahrávka neumístila v hitparádách nebo v tomto území ani nebyla vydána |      |                        |                        |               |

## Další umístěné písně
| Název                                                                                   | Rok  | Umístění v hitparádách | Umístění v hitparádách | Album          |
| Název                                                                                   | Rok  | US R&B/HH              | UK                     | Album          |
| --------------------------------------------------------------------------------------- | ---- | ---------------------- | ---------------------- | -------------- |
| "Leaving Tonight" (feat. Jennifer Hudson)                                               | 2007 | 55                     | —                      | Because of You |
| "Good Night Good Morning" (s Alexandra Burke)                                           | 2009 | —                      | 129                    | Overcome       |
| "Telekinesis"                                                                           | 2011 | —                      | —                      | Libra Scale    |
| "Crazy Love" (feat. Fabolous)                                                           | 2011 | 72                     | —                      | Libra Scale    |
| "Miss Right"                                                                            | 2012 | —                      | —                      | R.E.D.         |
| "Should Be You" (feat. Fabolous a Diddy)                                                | 2012 | —                      | —                      | R.E.D.         |
| "—" značí, že se nahrávka neumístila v hitparádách nebo v tomto území ani nebyla vydána |      |                        |                        |                |

## Spoluumělec
| Název                                    | Rok  | Další umělec                                             | Album                           |
| ---------------------------------------- | ---- | -------------------------------------------------------- | ------------------------------- |
| "Minority Report"                        | 2006 | Jay-Z                                                    | Kingdom Come                    |
| "My Drink n My 2 Step" (Remix)           | 2007 | Cassidy, Kanye West, Swizz Beatz                         | žádné                           |
| "Hot Thing" (Remix)                      | 2007 | Talib Kweli, Jean Grae                                   | žádné                           |
| "Gentleman's Affair"                     | 2008 | The Game                                                 | LAX                             |
| "Good Night Good Morning"                | 2009 | Alexandra Burke                                          | Overcome                        |
| "Makin' Love"                            | 2009 | Fabolous                                                 | Loso's Way                      |
| "You Don't Know Me Girl"                 | 2009 | Mister D, Kryptonite                                     | Year Of The Gangster            |
| "Choose"                                 | 2009 | David Guetta, Kelly Rowland                              | One Love                        |
| "Bossy Lady"                             | 2009 | Rick Ross                                                | Deeper Than Rap                 |
| "The Life"                               | 2009 | Willy Northpole                                          | Tha Connect                     |
| "Good Night Good Morning"                | 2009 | Brandy                                                   | žádné                           |
| "Other Side"                             | 2010 | Shanell, Lil Wayne                                       | Shut Up and Listen              |
| "Tell Me a Secret"                       | 2010 | Ludacris                                                 | Battle of the Sexes             |
| "U Get on My Nerves"                     | 2010 | Jazmine Sullivan                                         | Love Me Back                    |
| "Do What You Do"                         | 2010 | Madcon                                                   | Contraband                      |
| "It's OK"                                | 2010 | Maino                                                    | žádné                           |
| "Don't Say You Don't Love Me"            | 2010 | Mister D, MC Magic                                       | Midnight Love & Oldies, Vol. 1  |
| "She Crazy"                              | 2010 | Rick Ross, Aaliyah                                       | Ashes to Ashes                  |
| "Look at Her (You Be Killin' Em Part 2)" | 2011 | Fabolous, Ryan Leslie                                    | The S.O.U.L. Tape               |
| "Legendary"                              | 2011 | DJ Khaled, Chris Brown, Keyshia Cole                     | We the Best Forever             |
| "White Linen (Coolin')"                  | 2011 | Wale                                                     | Ambition                        |
| "Only Human"                             | 2012 | Tim McGraw                                               | Emotional Traffic               |
| "Maybach Music IV"                       | 2012 | Rick Ross                                                | God Forgives, I Don't           |
| "Get It In"                              | 2013 | Funkmaster Flex, Swizz Beatz                             | Who You Mad At? Me Or Yourself? |
| "We Go Where Ever We Want"               | 2013 | French Montana, Raekwon                                  | Excuse My French                |
| "Tired of Dreaming"                      | 2013 | Wale, Rick Ross                                          | The Gifted                      |
| "Twerk It" (Remix)                       | 2013 | Busta Rhymes, Vybz Kartel, T.I., Jeremih, French Montana | žádné                           |
| "Respect That You Earn"                  | 2013 | Yo Gotti, Wale                                           | I Am                            |
| "Could Be Me"                            | 2014 | MKTO                                                     | MKTO                            |
| "Ain't Nothin New"                       | 2015 | Jadakiss, Nipsey Hussle                                  | Top 5 Dead or Alive             |
| "Sin Miedo"                              | 2016 | Yunel, J Alvarez                                         | žádné                           |
| "That Comeback"                          | 2017 | T-Pain                                                   | Oblivion                        |
| "Top Priority"                           | 2017 | Blackbear                                                | Cybersex                        |
| "Ain't Like You"                         | 2017 | Problem, Terrace Martin                                  | Selfish                         |
| "Dirty Dancin'"                          | 2018 | Eric Bellinger                                           | Eazy Call                       |
| "Get Together"                           | 2019 | Gang Starr, Nitty Scott                                  | One of the Best Yet             |
| "Angels and Harmony"                     | 2019 | Jane Zhang                                               | Past Progressive                |
| "No Plans For Love" (Remix)              | 2021 | D-Nice, Kent Jones, Snoop Dogg                           | žádné                           |
| "Love Songs"                             | 2022 | Fivio Foreign                                            | B.I.B.L.E.                      |
| "Don't Fall out of Love"                 | 2023 | Jhonni Blaze                                             | Don't Fall out of Love          |
| "Heavenly Hell"                          | 2024 | Steve Aoki                                               | Paragon                         |

## Videoklipy

### Jako hlavní umělec
| Název                                                                                | Rok  | Režisér                      |
| ------------------------------------------------------------------------------------ | ---- | ---------------------------- |
| "Stay" (feat. Peedi Peedi)                                                           | 2005 | Jessy Terrero                |
| "So Sick"                                                                            | 2006 | Hype Williams                |
| "When You're Mad"                                                                    | 2006 | Little X                     |
| "Sexy Love"                                                                          | 2006 | Anthony Mandler              |
| "Because of You"                                                                     | 2007 | Melina Matsoukas, Omer Ganai |
| "Do You"                                                                             | 2007 | Melina Matsoukas, Omer Ganai |
| "Can We Chill"                                                                       | 2007 | Jessy Terrero                |
| "Go on Girl"                                                                         | 2007 | Hype Williams                |
| "Closer"                                                                             | 2008 | Melina Matsoukas             |
| "Miss Independent"                                                                   | 2008 | Chris Robinson               |
| "Single" (s New Kids on the Block)                                                   | 2008 | Benny Boom                   |
| "She Got Her Own" (feat. Jamie Foxx a Fabolous)                                      | 2008 | Vinroc                       |
| "Mad"                                                                                | 2008 | Diane Martel                 |
| "Part of the List"                                                                   | 2009 | Taj                          |
| "Never Knew I Needed"                                                                | 2009 | Melina Matsoukas             |
| "Beautiful Monster"                                                                  | 2010 | Wayne Isham, Ne-Yo           |
| "Champagne Life"                                                                     | 2010 | Wayne Isham, Ne-Yo           |
| "One in a Million"                                                                   | 2010 | Wayne Isham, Ne-Yo           |
| "The Way You Move" (feat. Trey Songz a T-Pain)                                       | 2011 | Clifton Bell                 |
| "Think Like a Man" (s Jennifer Hudson feat. Rick Ross)                               | 2012 | Chris Robinson               |
| "Burnin' Up"                                                                         | 2012 | Chris Robinson               |
| "Lazy Love"                                                                          | 2012 | Diane Martel                 |
| "Let Me Love You (Until You Learn to Love Yourself)"                                 | 2012 | Christopher Sims             |
| "Forever Now"                                                                        | 2012 | Ryan Pallotta                |
| "Let Me Love You" (Until You Learn to Love Yourself)" (Remix) (feat. French Montana) | 2013 | Juwan Lee                    |
| "Money Can't Buy" (feat. Jeezy)                                                      | 2014 | Chris Robinson               |
| "She Knows" (feat. Juicy J)                                                          | 2014 | Emil Nava                    |
| "Coming with You"                                                                    | 2015 | Colin Tiley                  |
| "Another Love Song"                                                                  | 2017 | Darren Craig                 |
| "Push Back" (s Bebe Rexha a Stefflon Don)                                            | 2018 | James Larese                 |
| "Me Quedaré Contigo" (s Pitbull feat. Lenier and El Micha)                           | 2019 | N/A                          |
| "Don't Love Me"                                                                      | 2022 |                              |

### Jako vedlejší umělec
| Název                                                        | Rok  | Režisér         |
| ------------------------------------------------------------ | ---- | --------------- |
| "Back Like That" (Ghostface Killah feat. Ne-Yo)              | 2006 | Ray Kay         |
| "Minority Report" (Jay-Z feat. Ne-Yo)                        | 2007 | Jay-Z           |
| "Make Me Better" (Fabolous feat. Ne-Yo)                      | 2007 | Erik White      |
| "Hate That I Love You" (Rihanna feat. Ne-Yo)                 | 2007 | Anthony Mandler |
| "Bust It Baby (Part 2)" (Plies feat. Ne-Yo)                  | 2008 | Plies           |
| "Camera Phone" (The Game featuring Ne-Yo)                    | 2008 | Kevin Connolly  |
| "By My Side" (Jadakiss feat. Ne-Yo)                          | 2008 | Ray Kay         |
| "Knock You Down" (Keri Hilson feat. Kanye West a Ne-Yo)      | 2009 | Chris Robinson  |
| "What You Do" (Chrisette Michele feat. Ne-Yo)                | 2009 | Ray Kay         |
| "Baby by Me" (50 Cent feat. Ne-Yo)                           | 2009 | Chris Robinson  |
| "Angels Cry" (Mariah Carey feat. Ne-Yo)                      | 2010 | Nick Cannon     |
| "Super High" (Rick Ross feat. Ne-Yo)                         | 2010 | F. Gary Gray    |
| "Give Me Everything" (Pitbull feat. Ne-Yo, Afrojack a Nayer) | 2011 | David Roulsseau |
| "Leave You Alone" (Young Jeezy feat. Ne-Yo)                  | 2012 | Taj             |
| "Let's Go" (Calvin Harris feat. Ne-Yo)                       | 2012 | Vince Haycock   |
| "Turn Around" (Conor Maynard feat. Ne-Yo)                    | 2012 | Colin Tilley    |
| "Play Hard" (David Guetta feat. Ne-Yo a Akon)                | 2013 | Andreas Nilsson |
| "Tonight" (Jessica Sanchez feat. Ne-Yo)                      | 2013 | Justin Francis  |
| "Times Of Our Lives" (Pitbull, Ne-Yo)                        | 2014 | Gil Green       |